# 제18전투비행단 (대한민국)
제18전투비행단(第十八戰鬪飛行團, 영어: ROKAF 18th Fighter Wing)은 강릉공군기지에 위치한 대한민국 공군의 전투비행단이다. 1951년 김영환 준장을 단장으로 하여 창설되었다.

## 기록 및 사고
- 2010년 1월 13일, 공군은 18전비 205대대가 KF-5F 전투기 12만 시간 무사고 비행기록을 달성해, "단일 비행대대 단일 전투기종" 무사고 12만 시간을 기록해 기네스북에 등재할 것이라고 밝혔다.[2]
- 2010년 3월 2일, 공군 제18전투비행단 F-5 전투기 2대가 공중 전투 기동훈련 중 강원 평창군 선자령 정상에서 추락해 105전투비행대대 대대장인 고 오충현(43) 대령, 어민혁(28) 소령, 최보람(27) 대위 등 3명이 숨졌다.[3]
- 2010년 6월 18일, 오전 10시 33분경, 공군 18전비 105대대 KF-5F(제공호) 전투기 1대가 강릉공군기지로 복귀하던 중 동해상에 추락, 비행대대장 박정우 중령(42·공사 39기)과 정성웅 중위(28·사후 118기) 등 조종사 2명이 숨졌다. 105비행대대는 넉 달도 안되는 사이에 대대장 2명을 잃었다.[4]

## 부대

### 현재
- 제105전투비행대대
- 제112전투비행대대
- 항공기정비대대
- 부품정비대대
- 대공방어대
- 정보통신대대
- 공병대대(구 시설대대)
- 복지대대
- 수송대대
- 군사경찰대대
- 항공의무대대

### 이전
- 제205전투비행대대; 2015년 해체

## 비행단장
| #  | 계급 | 성명   | 취임일 | 이임일 | 참고 |
| -- | ---- | ------ | ------ | ------ | ---- |
| 1  | 준장 | 김영환 | 1951년 |        |      |
| 19 | 준장 | 김형철 |        |        |      |
| 20 | 준장 | 안준기 |        |        |      |
| 21 | 준장 | 노병균 |        |        |      |
| 22 | 준장 | 이창희 |        |        |      |
| 23 | 준장 | 차용재 |        |        |      |
| 24 | 소장 | 윤정배 |        |        |      |
| 25 | 준장 | 이명희 |        |        |      |
| 26 | 준장 | 이강희 |        |        |      |
| 27 | 준장 | 남완수 |        |        |      |
| 28 | 준장 | 오홍균 |        |        |      |
| 29 | 준장 | 김용재 |        |        |      |
| 30 | 준장 | 김헌중 |        |        |      |